# 日本におけるレイプ
日本におけるレイプ（強姦）とは、本人の同意なしに性的侵入を伴う日本国内での性的暴行を指す。被害者および加害者には、様々な背景や社会階層の日本国民、在日日本人、外国人が含まれる。

## 概要
薬物使用、アルコールを介した無力化レイプ、集団レイプ、誘拐、脅迫、拷問、殺人、性奴隷、そして日本における性的人身売買や奴隷制の被害者もいる。サイバーセックスの人身売買、レイプ映像、強制レイプポルノも問題となっている。近親相姦や未成年者への性的虐待を含むレイプの動画がチャットルームで共有されている。被害者は公共交通機関や職場でレイプされている。不法侵入や住居侵入の際にレイプされる事件も発生している。
被害者は身体的および心理的トラウマ、迫害を受け、そして時には自殺に陥る。レイプによる性感染症の感染や望まない妊娠も発生している。被害者はカウンセリング、セラピー、公共サービスに対する組織的な支援を欠いている。被害者を責める風潮やレイプ神話の永続化がある。2022年には、「嫌よ嫌よも好きのうち」「女性は従順な方がいい」など誤った認識が性被害の温床になってきたことに対し、大学生たちが「セクシュアル・コンセント（性的同意）」の広報のため、嫌よ嫌よは嫌なんだよという「性的同意」について新聞を作り声を上げた。
加害者には検察官、政治家、軍人、タクシー運転手などが含まれるが、これらに限定されない。
日本の裁判所や裁判官は、軽い判決を下したり、加害者を無罪放免したりしていることで批判されてきた。一部の日本の法執行機関が、レイプ被害者の報告や捜査への配慮に不足していると非難されてきた。日本の警察は、被害者がレイプを報告しないように促してきた。レイプ事件は警察によって逮捕されても、被害者の和解や低額の示談で終わるケースもある 。被害を訴えた被害者は、ソーシャルメディア上での反発や脅迫を受けている。
国内における強姦事件の規模は報告不足やその他の要因により不明であるが、世間の注目を集めた事件もあった。

## 歴史
日本における強姦は古代から現代に至るまで記録に残っている。古代日本では、強姦の加害者とされる者に対して石子詰めの処刑が行われた。 江戸時代には、井上正甫などの権力者が女性を強姦した。
アジア太平洋戦争中、大日本帝国全土において、旧日本軍関係者による強姦が行われた。日本本土および日本占領地域において、日本および他国出身の慰安婦が性的人身売買や性的暴行の被害を受けた。占領下および占領後には、米軍関係者による強姦も発生した。1945年の勝山殺人事件、由美子ちゃん事件、1995年の沖縄強姦事件などが報告されている。日本国内では、米軍関係者や請負業者による強姦が依然として発生している。強姦をきっかけに、沖縄をはじめとする各県における米軍駐留に対する抗議活動が起こっている。自衛隊員や政府職員による性的暴行も発生している。
戦後の青少年および成人の強姦には、スーパーフリー事件、ジャニー喜多川の性的虐待スキャンダルが含まれるが、これらに限定されない。
日本でもレイプメディアが制作されてきた。

## 定義

### 類型
日本では、他の多くの国と同様、レイプは大きく2つのカテゴリーに分けられる。ひとつは「関係性強姦」で、加害者がすでに知り合いであったり、関係があったりする相手から強姦されるもので、特に肉体的な暴力は伴わない。また、見知らぬ人物から暴力を振るわれ、レイプされる可能性のある「通常レイプ」もある。これらの違いがどこにあるのかを知ることは難しい。
日本では夫婦間のレイプは存在しないと考えられてきた。なぜなら、女性が結婚にイエスと答えた時点で、性的接触に永久的な同意を与えたとみなされ、性的自律性を放棄したことになるからである。永続的な同意のため、この状況ではレイプは起こらないと考えられてきた。

### 司法
日本における強姦罪の立法と定義は、1907年に制定された刑法に定められている。2017年に法改正されるまで、強姦行為の法的定義は以下の通りであった：（第177条）は、膣性交を強要するために、力または脅迫的な言動を用いる場合である。
日本におけるその他の性的虐待はすべて、「強制わいせつ」、別名「強制猥褻」（第176条）に該当する。用語が非常に広いため、このカテゴリーには、痴漢から、男性による強姦などのより深刻な性的暴行まで、あらゆるものが含まれる。法律上の定義では、強姦の被害者になれるのは女性だけであり、強姦できるのは男性だけであった。
これが変わったのは、2017年に法改正が行われたときだ。この改革には、男性の強姦被害者の認定、法定刑の下限引き上げ、被害者の告訴を必要とせずに検察官が加害者を起訴できることなどが含まれた。この改革では、暴力や脅迫があったこと、被害者に抵抗能力がなかったことを検察官が証明する要件は変更されなかった 。2023年には、レイプの定義を合意のない性交にまで拡大する2度目の改革が行われた。

## 統計
日本のレイプ統計はアメリカの20倍低い。また非常に強力な司法制度を有しており、法廷で争われる刑事事件の99％以上が有罪判決に終わっている。 しかし、米国と日本では（少なくとも2023年の刑法改正以前は）「レイプ」の法的定義に大きな違いがあり、日本では過少申告率が高いため、この比較は誤解を招く。内閣府の調査によれば、日本の女性の14人に1人が強制性交を経験したと報告している。

### レイプ
| 年   | 警察届出 | 認知件数 | 逮捕 |
| ---- | -------- | -------- | ---- |
| 1990 | 1548     | 1274     | 1289 |
| 1995 | 1500     | 1410     | 1160 |
| 2000 | 2260     | 1540     | 1486 |
| 2005 | 2076     | 1443     | 1074 |
| 2008 | 1590     | 1326     | 951  |
| 2009 | 1415     | 1163     | 918  |
| 2010 | 1293     | 1063     | 803  |
| 2011 | 1193     | 993      | 768  |
| 2012 | 1266     | 1097     | 858  |
| 2013 | 1409     | 1163     | 937  |
| 2014 | 1250     | 1100     | 919  |
| 2015 | 1167     | 1114     | 933  |
| 2016 | 989      | 970      | 875  |
| 2017 | 1109     | 1027     | 910  |
| 2018 | 1307     | 1190     | 1088 |
| 2019 | 1405     | 1311     | 1178 |
| 2020 | 1332     | 1297     | 1177 |
| 2021 | 1388     | 1330     | 1251 |
| 2022 | 1655     | 1401     | 1339 |
| 2023 | 2711     | 2073     | 1875 |

加害者が未成年者であるケースには独自の統計カテゴリーがあり、この数字には14～19歳の者は含まれていない。 

### 強制猥褻
| 年   | 警察届出 | 認知件数 | 逮捕 |
| ---- | -------- | -------- | ---- |
| 2007 | 7664     | 3542     | 2240 |
| 2008 | 7137     | 3555     | 2219 |
| 2009 | 6723     | 3563     | 2129 |
| 2009 | 6688     | 3563     | 2129 |
| 2010 | 7068     | 3637     | 2189 |
| 2011 | 6929     | 3550     | 2217 |
| 2012 | 7321     | 3946     | 2451 |
| 2013 | 7654     | 3967     | 2487 |
| 2014 | 7400     | 4300     | 2602 |
| 2015 | 6755     | 4129     | 2644 |
| 2016 | 6188     | 4207     | 2799 |
| 2017 | 5809     | 4320     | 2837 |
| 2018 | 5340     | 4288     | 2923 |
| 2019 | 4900     | 3999     | 2926 |
| 2020 | 4154     | 3766     | 2760 |
| 2021 | 4283     | 3868     | 2903 |
| 2022 | 4708     | 4062     | 3067 |
| 2023 | 6096     | 4813     | 3804 |

（このカテゴリーで報告されているケースの70％近くが、公共交通機関での痴漢行為とされている）。

## レイプ防止への取り組み

### 政府の対応
学校では同意について話し合う性教育が増加している。日本では、商業目的の青少年レイプを減らすために、児童ポルノ禁止法が制定された。

### アクティビズムとアドボカシー
伊藤詩織や東小雪は、日本におけるレイプの問題に関心を寄せてきた。